# Benjamin Police
Pour les articles homonymes, voir Police.
Benjamin Police, né le 19 mai 1988 à Rouen (France), est un footballeur français évoluant au poste de défenseur central.

## Biographie
Benjamin Police entra dans le football à l'US Quevilly puis intègre le centre de formation du Havre AC en 2003. Il participe à un stage avec l'équipe de France des moins de 18 ans en février 2006, au CTNFS de Clairefontaine, aux côtés d'Anthony Modeste et Étienne Capoue. Après la prise en main de l'équipe par Jean-Marc Nobilo, son entraîneur en équipe réserve, il débute en équipe première au début de la saison 2007-2008 lors d'une rencontre disputée sur le terrain du SC Bastia. Après avoir montré de belle promesses en début de saison, il est victime d'une rupture des ligaments croisés du genou et ne joue plus le reste de la saison.
Il est néanmoins champion de Ligue 2 avec son club formateur en fin de saison. Mais dès lors, il ne joue quasiment plus en équipe première lors des trois saisons suivantes, se voyant souvent cantonné à la CFA par ses entraîneurs successifs. En janvier 2009, il est convoqué par Erick Mombaerts, sélectionneur de l'Équipe de France espoirs de football pour un stage de détection à Clairefontaine, et joue lors d'une opposition face à la réserve du Paris Saint-Germain (2-2). 
En juin 2011, il est libéré par son club et s'engage avec les Belges du KVC Westerlo en 1re division après avoir réalisé un essai concluant. Mais là encore, il n'a pas la confiance de son entraîneur, et il ne dispute aucun match avec l'équipe première durant toute la saison. 
Il revient alors en juin 2012 dans sa région natale, à l'US Quevilly, qui évolue pour la saison 2012-2013 dans le championnat de National, il est de nouveau victime d'une rupture des ligaments croisés du genou qui l'écarte des terrains pour six mois. Il ne joue aucune rencontre avec le club qui se retrouve en fin de saison relégué en CFA.
Il s'engage pour la saison 2013-2014 avec le club amateur de l'ESM Gonfreville dans la région havraise évoluant ainsi en DH Normandie, il met un terme à sa carrière professionnelle. Il jouera ensuite à Saint-Romain de Colbosc avant de mettre un terme à sa carrière.

## Palmarès
- Champion de France de Ligue 2 en 2008 avec Le Havre AC.